# Edme Beguillet
Edme Beguillet, né au XVIIIe siècle à Auxonne et mort à Dijon en mai 1786, est un agronome et historien français.

## Biographie
Successivement avocat au Parlement de Dijon, conseiller du roi et notaire à Dijon, Beguillet a composé des ouvrages estimés sur l’agriculture, l’économie rurale, l’œnologie, l’histoire, etc., et devint membre correspondant de l’Académie de Dijon.

## Œuvres
On compte, parmi ses ouvrages :
- De principiis vegetationis et agriculturæ et de causis triplicis culturaæ in Burgundià disquisitio physica, Divione et Parisiis, 1760, in-8° ;Cette Dissertation a été traduite en français par le frère de l'auteur, sous le titre de Des principes de la Végétation et de l’Agriculture, et imprimée à la fin du second vol. des Variétés littéraires de D'Orbessan.
- Discours sur les moyens les plus convenables de moudre les grains nécessaires à la subsistance de la ville de Lyon, Dijon, 1769, in-8° ;
- Mémoire sur les avantages de la mouture économique, et du commerce des farines en détail, Dijon, 1769, in-8° ;
- Principes de la végétation et de l'agriculture, 1769 ;
- Œnologie, ou Discours sur la meilleure méthode de faire les vins et de cultiver la vigne, Dijon, Capel, 1770, in-12 ;Dans l'épitre dédicatoire au comte de Saint Florentin l'auteur demande à ce ministre de Louis XV la création, pour la Bourgogne, d'une Société d'Agriculture spécialement vouée à la viticulture. Dans la préface, il cite les travaux de ses prédécesseurs : Bidet, auquel il reproche les vins de Bourgogne au profit de ceux de Champagne.
- Dissertation sur l'ergot et le blé cornu, Dijon, N. frontín, 1771, in-4° ;
- Dissertation sur les essais et expériences qui servent ordinairement à fixer le taux du prix du pain, relativement au prix des grains, Dijon, 1771, br. in-4° ;
- Précis analytique du premier volume de l'histoire de Bourgogne de M. Mille, Dijon, 1771, in-8° ;
- Traité de la connaissance générale des grains et de la mouture par économie, Dijon, 1773, 3 vol. in-8° ; nouv. édit., Dijon, 1780, 2 vol. in-8° ;
- Histoire des guerres des deux Bourgognes, sons le règne de Louis XIII et de Louis XIV, Dijon, 1772, 2 vol. in-12 ;
- De la connaissance des grains, 1775 ;
- Description générale du duché de Bourgogne, 1775-1785, 7 vol. in-8° ;Écrit en collaboration avec l’abbé Courtépée.
- Manuel du meunier et du charpentier de moulins, ou Abrégé classique du traité de la mouture par économie, rédigé sur les Mémoires de C. Bucquet ; nouv. édit., augm. du Traité pratique de la conservation des grains, Dijon, 1785, in-8° avec fig. (Lire en ligne)La première édition est de 1776.
- Précis analytique du Traité général des grains et de la mouture par économie, Paris, Prault, 1779, in-8° ;
- Histoire civile, ecclésiastique et littéraire de Paris, avec la description de ses plus beaux monuments gravés en taille-douce, par F.-N. Martinet, Dijon, Frantin, 3 volumes in-8°, 55 planches gravées (dont 3 titres-frontispices et 2 frontispices). Seul le premier paru en 1779 est d'Edme Beguillet, les deux derniers parus respectivement en 1780 et 1781 sont de Poncelin (aussi attribué à La Roche-Tilhac). L'ensemble de l'ouvrage a été numérisé par la bibliothèque de l'Institut National de L'Histoire de l'Art[1].
- Considérations générales sur l’éducation, Dijon, 1781, in-8° ;
- (Edme Béguillet et Jean-Étienne Guettard), Description générale et particulière de la France. Département du Rhône. Gouvernement de Dauphiné. Paris, Ph. D. Pierres, 1782. 2 parties en un volume in folio, une grande vignette gravé par Pauquet d'après Le Barbier et 20 figures gravées d'histoire naturelle sur 10 planches.
- Traité général des subsistances et des grains, 1782, 6 vol. in-8°, 2 vol. in-4° ; nouv. édit. Dijon, 1802, 6 vol. in-8° ;Ouvrage où l’on trouve de bonnes notions pratiques sur les qualités, la culture, les maladies, etc., des grains.

Beguillet a également fourni plusieurs articles sur l’économie rurale au Supplément à L'Encyclopédie